# Cornel Țăranu
Cornel Țăranu (* 20. Juni 1934 in Cluj; † 18. Juni 2023) war ein rumänischer Komponist und Dirigent.

## Biografie
Țăranu studierte von 1951 bis 1957 Komposition bei Sigismund Toduță an der Musikakademie von Cluj. Danach unterrichtete er hier, von 1970 bis 1990 als Assistent, danach als Professor für Komposition. 1966–67 studierte er am Conservatoire de Paris Musiktheorie bei Nadia Boulanger und Olivier Messiaen, 1968–69 bei den Darmstädter Ferienkursen Analyse bei György Ligeti, Dirigieren bei Bruno Maderna und Schlagzeug bei Christoph Caskel.
Ab 1957 lehrte er an der Musikakademie Cluj, ab 1990 als Professor. 1968 gründete er dort das Orchester Ars Nova, mit dem er seither als musikalischer Leiter und Dirigent arbeitete. Ab 1990 war er Vizepräsident der rumänischen Komponistenunion, ab 1995 Direktor des Festivals für moderne Musik in Cluj-Napoca.
Für seine Kompositionen erhielt er u. a. mehrfach den Preis der rumänischen Komponistenunion (1972, 1978, 1981, 1982 und 2001) und den Koussevitzky-Preis. 1993 wurde er assoziiertes Mitglied der Rumänischen Akademie, 2002 Chevalier de l'Ordre des Arts et des Lettres. Neben sinfonischen und anderen Orchesterwerken komponierte er zwei Opern, Kammermusik, Vokalwerke für Chor und Lieder sowie mehrere Filmmusiken.
Er starb am 18. Juni 2023 zwei Tage vor Vollendung seines  89. Lebensjahres. 

## Werke
- Trio für Violine, Viola und Cello, 1952
- Poem-Sonata für Klarinette und Klavier, 1954
- Transylvanische Ballade für Cello und Klavier, 1956
- Sonata für Flöte und Klavier, 1960
- Sequences für Streichorchester, 1960
- Sonata Ostinato für Klavier, 1961
- Contrastes I für Klavier, 1962
- Sinfonia brevis, 1962
- Drei Stücke für Klarinette und Klavier, 1962–64
- Zwei Madrigale auf Texte von Attila József für Frauenchor, 1962
- Doina (Text von Camil Baltazar) für gemischten Chor, 1963
- Horea’s Oak, Kantate auf einen Text von Leonida Neamțu für Frauenchor und Orchester, 1963
- Sonata für Oboe und Klavier, 1963
- Contrastes II für Klavier, 1963
- Zwei Madrigale auf Texte von Lucian Blaga für Frauenchor, 1964
- Zwei Madrigale auf Texte von Ion Vinea für Frauenchor, 1965
- Symmetries, 1965
- Incantations, 1965
- Zwei Madrigale für Texte von Endre Ady für gemischten Chor, 1965–66
- Concerto für Klavier und Orchester, 1966
- Intercalations für Klavier und Orchester, 1967
- Dialogues II für Klavier, 1967
- Sinfonietta giocosa für Streichorchester, 1968
- Alternances, 1968
- Das Geheimnis des Don Giovanni, Oper, 1969–70
- Raccords für kleines Orchester, 1971
- Supplex I für gemischten Chor, 1971
- Cortège, Kantate in memoriam Avram Iancu für gemischten Chor und Orchester, 1973
- Supplex II Kantate für gemischten Chor und kleines Orchester, 1974
- Long Song für Klarinette, Klavier und Streichorchester, 1974
- Tombeau de Verlaine (Text von Stéphane Mallarmé), 1975
- 2. Sinfonie Aulodica, 1975–76
- Resonances I für Gitarre, 1977
- Resonances II für Gitarre und Streichquartett, 1978
- Offrandes I für Flöte und zwei Perkussionsgruppen, 1978
- Offrandes II für Flöte, Streichquartett, Kontrabass, Klavier und drei Perkussionsgruppen, 1978
- Cantus Transylvaniae, Kantate für gemischten Chor und kleines Orchester, 1978
- Garlands, 1979
- Prolegomenes I für Klavier und Streichquartett, 1981
- Prolegomenes II für Klavier und Streichorchester, 1982
- Sinfonietta, „Pro Juventute“ für Streichorchester, 1984
- 3. Sinfonie „Signes“, 1984
- Sonata für Klarinette und Schlagzeug, 1985
- Horea (Text von Nichita Stănescu) für gemischten Chor, 1985
- Sonata rubato I für Oboe, 1986
- Sempre ostinato I für Klarinette, 1986
- Sempre ostinato II für Klarinette, Streichquartett, Kontrabass, Klavier und Schlagzeug, 1986–88
- 4. Sinfonie „Ritornele“, 1987
- Sonata rubato II für Oboe, Klavier und Streichorchester, 1988
- Sonata für Kontrabass, 1988
- Offrandes III für vier Flöten, Klavier und Schlagzeug, 1988
- Testament für gemischten Chor, 1988
- Solo Sonata für Viola, 1990
- Miroirs für Sopransaxophon und kleines Orchester, 1990
- Dedications (Text von Nichita Stănescu) für Bass, Sprecher, gemischten Chor und kleines Orchester, 1991
- Solo Sonata für Cello, 1992
- Mosaïques für Klarinette, Streichquartett, Klavier und Schlagzeug, 1992
- Cadenze concertante für Cello und kleines Orchester, 1993
- Trajectoires für Flöte, Klarinette, Posaune, Violine, Cello u d Schlagzeug, 1994
- Crisalide für Sopranino-Saxophon und Ensemble, 1995
- Remembering Bartók I für Oboe und Klavier, 1995
- Remembering Bartók II für Oboe, Streichquartett, Kontrabass, Klavier und Schlagzeug, 1995,
- Remembering Bartók III für Sopransaxophon und Ensemble, 1995
- Responsorial I für Klarinetten, Klavier und Schlagzeug, 1996
- Responsorial II für Sopran- und Altsaxophon, 1996
- Antiphona für Flöte und Orchester, 1996
- Responsorial III für Klarinette, Fagott, Violine, Cello, Klavier und Schlagzeug, 1997
- Bläserquintett für Flöte, Oboe, Klarinette, Englischhorn und Fagott, 1997
- Siciliana Blues für Klavier und Ensemble, 1998
- Concerto für Oboe und Streichorchester, 1998
- Cadenze per Antiphona für Flöte, 1998
- Pour Georges für Sopranino-Saxophon und Tonband, 1999
- Oreste-Oedipe, Oper, 1999–2001
- Concerto breve für Flötenorchester, 2002
- Modra rijeka – Blue River (Text von Mak Dizdar) für gemischten Chor, 2002